# Амьель, Анри-Фредерик
Анри-Фредерик Амьель (фр. Henri-Frédéric Amiel, 27 сентября 1821, Женева — 11 мая 1881, там же) — швейцарский писатель, поэт, мыслитель-эссеист, писал на французском языке.

## Биография
Потомок гугенотов, бежавших в Швейцарию после отмены Нантского эдикта. Мать скончалась от туберкулеза, через два года после её смерти отец Амьеля, женевский негоциант, от тоски по умершей покончил с собой, бросившись в Рону. С 13 лет будущий писатель воспитывался дядей. Учился в ланкастерской школе, затем в Женевском коллеже. Путешествовал по Швейцарии, Италии, Франции, Бельгии, Германии, Голландии (он вообще редко сидел на месте). Жил в Гейдельберге. В Берлине слушал в 1844—1848 годах лекции Шеллинга, Тренделенбурга, Мишле и др.
В 1849 году вернулся в Женеву. Преподавал эстетику и французскую словесность в Женевском университете. С 1854 года до своей кончины возглавлял кафедру моральной философии.
Умер в 1881 году. Похоронен на Кларанском кладбище.

## Творчество
Писал стихи, исторические романы, эссе о литературе, но стал известен после публикации «Дневника», который вел с 1839. «Дневник» (избранные страницы были напечатаны в двухтомном издании 1882—1884) стал образцом душевной аналитики, его внимательно читали Л. Толстой, Н. Лесков, М. де Унамуно, Ф. Мориак и др. К настоящему времени «Дневник» издан в 12-ти томах и переведен на многие языки мира.

## Публикации на русском языке
- Отрывки из дневника Анри-Фредерика Амиэля, профессора Женевского университета // «Пантеон литературы», СПб., 1892, № 3-4
- Из дневника Амиеля / Пер. с фр. М.Л. Толстой, под ред. и с предисл. Л.Н. Толстого. СПб., «Посредник», 1894. (Серия «Для интеллигентных читателей», 40) (2-е изд. 1905)
- Отрывки из дневника Генриха Фридриха Амиель. СПБ., Гор. тип., [1914]. (Оттиск из журнала «Вестник теософии», № 4, 1914 г.)
- Стихи // Европейская поэзия XIX века. М.: Художественная литература, 1977, с.745-749 («Библиотека всемирной литературы»)